# Балдін Сергій Вікторович
Сергій Вікторович Балдін (нар. 2 жовтня 1955, Дніпропетровськ) — український спортсмен. Заслужений тренер України з кікбоксингу. З 2022 року надано почесне звання, заслужений працівник фізичної культури та спорту України (Указ Президента № 593.2022).

## Освіта
У 1972 році майбутній спортсмен закінчив середню школу № 74 в Дніпропетровську.
З 1973 по 1975 роки служив у лавах Радянської Армії, снайпер, (в/ч 59332 м. Сміла.) А в 1981 році закінчив Дніпропетровський державний університет, механіко-математичний факультет за спеціальністю «Гідроаеродинаміка». Потім з 1983 по 1985 рік служив на космодромі Байконур в Тюра-Там, в місті Ленінськ (ракетні війська. 14332 Космічні війська — в/ч 25921). З 1985 до 1997 року служив у МВС, кримінальному розшуку, далі в кримінальному відділі, в ОМОН, старшим інспектором з бойової підготовки. І таки в 1989 році заочно закінчив Київський державний інститут фізичної культури за спеціальністю «Олімпійські види спорту», тренер з боксу.

## Спортивні досягнення
Спортивна кар'єра Балдіна розпочалася в 1968 році, коли він вперше зайнявся спортивною гімнастикою. Вже наступного року, у 1969 році, він виграв першість свого міста та області зі спортивної гімнастики серед юнаків у окремих видах. У 1970 році він став призером першості України зі спортивної гімнастики серед середніх навчальних закладів та виконав норматив кандидата у майстри спорту. Під час цього періоду його тренером був видатний спеціаліст — Ігор Йосопович Вистричов.
Після закінчення термінової служби у Радянській Армії в 1975 році, Балдін Сергій розпочав займатися дзюдо та самбо в секції Дніпропетровського державного університету під керівництвом тренера Куликова Володимира Івановича. З 1977 року він став активним учасником та тренером у громадському руху з боротьби самбо і дзюдо, представляючи міський комітет з фізичної культури та спорту.
У 1978 році Балдін став призером чемпіонату області з боротьби самбо та увійшов до складу збірної команди області. У 1979 році він досяг нових висот, ставши призером чемпіонату України з боротьби самбо та дзюдо.
З 1979 року Балдін розпочав працювати тренером у ДЮСШ 6, де передавав свій безцінний досвід молодим спортсменам. У 1982—1984 роках він заснував федерацію дзюдо та карате в місті Байконур, а його команда «Алмаз» неодноразово здобувала перемоги в змаганнях серед підрозділів САВО (Середній Азіатський військовий округ).
У 1985 році Балдін Сергій став тренером з боротьби дзюдо у спортивному клубі ДПС (Дніпропромбуд). У 1992 році він створив спортивний клуб рукопашного бою. З 1995 року він очолює Дніпропетровську федерацію кікбоксингу за версією WTKA. У 2003 році він став головою обласної федерації кікбоксингу WPKA.
З 2001 року і досі, Балдін Сергій працює в ДЮСШ з боксу та єдиноборств, де виступає в ролі тренера-викладача. У 2001 році він отримав почесне звання «Заслужений тренер України з кікбоксингу».
У 2006 та 2007 роках Балдін Сергій був визнаний найкращим тренером Дніпропетровської області та міста Дніпропетровська, і неодноразово був нагороджений цінними подарунками губернатором області та обласною радою народних депутатів, а також мерією міста.
У 2011 році Балдін Сергій був визнаний найкращим тренером 20-річчя Незалежності України в Дніпропетровській області.
Врешті решт йому присвоєно почесне звання. Заслужений працівник фізичної культури та спорту
України (Указ Президента № 593.2022).

## Цікаві факти
У 1977 році, працюючи тренером-громадським працівником по боротьбі дзюдо. У зв'язку з відсутністю необхідного спортивного інвентарю Балдін Сергій впровадив кругову систему. За якою мінімальна кількість спортсменів через проміжок часу змінювала місце дислокації в спортивному залі і проходила в насиченому режимі всю програму навчальних занять.
Вчитель фізкультури США 86 Олексій Третьяк, описав цей метод проведення занять. Він назвав місце дислокації ігровим словом станції і видав публікацію в республіканській газеті.
В 2003 році спортсмени Балдіна Сергія, майстри спорту Балдін Денис, Сухенко Микита, Катерина Конох та Овсієнко Іван, увійшли до півфіналу «Україна має талант» із програмою неонового шоу «Light Balance». У 2015 році вони стали фіналістами (Britain's Go4 Talent 2 Supertalent 2014 Goldenen Buzzer) у Німеччині. А в 2017 році колектив Light Ballance вийшов у фінал всесвітнього телешоу America&#39,s Got Talent 2017 і вибороли бронзову медаль. Як відзначило американське журі, за 12 років телешоу це один з найяскравіших і професійно виконаних виступів. Спортсмени першими в історії України досягли такого результату.
Його вихованець, заслужений майстер спорту, багаторазовий чемпіон Світу та Європи з кікбоксингу Балдін Денис неодноразово представляв кікбоксинг на чемпіонатах Світу. Також йому випала можливість вести національний вид боротьби «козацьке двоборство» на всесвітньому фестивалі в Кореї (2004 р.). Він як найкращий спортсмен брав участь у безпосередньому відкритті всесвітнього фестивалю в Кореї у 2005 році.

## Сім'я
Батько успішного спортсмена Балдін Віктор Іванович, полковник зенітник. Він брав участь у Великій Вітчизняній війні. Зі своїми співвітчизниками визволяв Кавказ, Сталінград, Україну і Прагу. Нагороджений бойовими орденами та медалями. Закінчив МДУ, військову академію, вийшов у відставку у званні полковник. Останнє місце служби — 5 танкова армія у Дніпропетровську, де й залишився жити.
Балдін Сергій Вікторович щасливий у шлюбі. Має дружину, Валентину та сина, Дениса. В 2012 році життя нагородило його онуками, двійнятами Андрієм та Наталією. Вони пішли по стопам дідуся і почали займатися кікбоксингом. Тож тепер багаторазові чемпіони України з кікбоксингу (версія WTKA).